# Ludwig Andreas von Khevenhüller
Ludwig Andreas von Khevenhüller-Frankenburg (Linz, 30 novembre 1683 – Vienna, 26 gennaio 1744) fu un feldmaresciallo e comandante in capo dell'esercito imperiale in Italia per breve tempo nel corso della guerra di successione polacca.

## Biografia
Esponente della famiglia Khevenhüller, Ludwig Andreas era figlio del conte Franz Christoph II, conte di Khevenhüller-Frankenburg e di sua moglie, la contessa Ernestina Montecuccoli. Suo nonno materno era il celebre feldmaresciallo imperiale Raimondo Montecuccoli. Tra gli antenati di sua madre contava anche il diplomatico Massimiliano di Dietrichstein ed il principe Carlo I del Liechtenstein.
Combatté sotto Eugenio di Savoia nella guerra di successione spagnola (1701 – 1714) e si distinse nella battaglia di Petervaradino (1716) e nell'assedio di Belgrado (1717), per cui nel 1723 divenne generale di cavalleria e quindi luogotenente feldmaresciallo.
Durante la guerra di successione polacca, nella battaglia di Parma (29 giugno 1734)  cadde il comandante in capo austriaco Claudio Florimondo d'Argenteau, conte di Mercy, per cui Khevenhüller assunse temporaneamente il comando supremo dell'armata austriaca in Italia fino all'arrivo del feldmaresciallo Königsegg.
Nel 1736, dietro suggerimento del principe Eugenio di Savoia Khevenhüller fu nominato feldmaresciallo. Poco dopo egli si affermò nella guerra russo-turca dal 1735 al 1739 riuscendo a sconfiggere il 28 settembre 1737 l'armata ottomana, numericamente superiore, nella battaglia di Radojevatz.
Khevenhüller raccolse i suoi maggiori successi nella guerra di successione austriaca (1740 – 1748). Come comandante in capo dell'armata del Danubio egli non solo riuscì in pochi giorni a cacciare dall'Austria le truppe franco-bavaresi ma invase anche la Baviera occupandone la capitale Monaco.
Nell'estate del 1742 dovette tuttavia ritirarsi a causa della mancanza di soldati, ma nella campagna successiva, sotto il comando del principe Carlo Alessandro di Lorena occupò nuovamente il sud della Baviera ed in giugno costrinse l'imperatore Carlo VII ad accettare la convenzione di Nieder-Schönfeld.
Al suo rientro a Vienna l'imperatrice Maria Teresa lo insignì dell'Ordine del Toson d'oro.
Nel 1888 fu il suo nome assegnato al 7º reggimento di cavalleria. Ancor oggi la caserma dell'esercito austriaco a Klagenfurt porta il suo nome ed il 25º battaglione di Cacciatori ivi stanziato si richiama alla tradizione di questo reggimento.

## Albero genealogico
|                                                                                       |                                                 |                                                | Genitori                                |  |  | Nonni |  |  | Bisnonni                                                                       |  |  | Trisnonni                  |  |
|                                                                                       |                                                 |                                                |                                         |  |  |       |  |  | Batholomeus von Khevenhüller-Frankenburg, II conte di Khevenhüller-Frankenburg |  |  | Christoph von Khevenhüller |  |
|                                                                                       |                                                 |                                                |                                         |  |  |       |  |  | Batholomeus von Khevenhüller-Frankenburg, II conte di Khevenhüller-Frankenburg |  |  | Christoph von Khevenhüller |  |
|                                                                                       |                                                 | Elisabeth Mannsdorfer                          |                                         |  |  |       |  |  | Batholomeus von Khevenhüller-Frankenburg, II conte di Khevenhüller-Frankenburg |  |  |                            |  |
| Franz Christoph I von Khevenhüller-Frankenburg, III conte di Khevenhüller-Frankenburg |                                                 |                                                |                                         |  |  |       |  |  | Batholomeus von Khevenhüller-Frankenburg, II conte di Khevenhüller-Frankenburg |  |  |                            |  |
|                                                                                       |                                                 | Blanka Ludmilla von Thurn-Valsassina           | Franz von Thurn-Valsassina              |  |  |       |  |  |                                                                                |  |  |                            |  |
|                                                                                       |                                                 | Blanka Ludmilla von Thurn-Valsassina           | Franz von Thurn-Valsassina              |  |  |       |  |  |                                                                                |  |  |                            |  |
|                                                                                       |                                                 | Blanka Ludmilla von Thurn-Valsassina           | Barbara Schlick zu Passaun              |  |  |       |  |  |                                                                                |  |  |                            |  |
| Franz Christoph II von Khevenhüller-Frankenburg, IV conte di Khevenhüller-Frankenburg |                                                 | Blanka Ludmilla von Thurn-Valsassina           |                                         |  |  |       |  |  |                                                                                |  |  |                            |  |
|                                                                                       |                                                 | Karl Teuffel, barone di Gundersdorf            | Andreas Teuffel, barone di Bockfliess   |  |  |       |  |  |                                                                                |  |  |                            |  |
|                                                                                       |                                                 | Karl Teuffel, barone di Gundersdorf            | Andreas Teuffel, barone di Bockfliess   |  |  |       |  |  |                                                                                |  |  |                            |  |
|                                                                                       |                                                 | Karl Teuffel, barone di Gundersdorf            | Marie Anna von Waldstein                |  |  |       |  |  |                                                                                |  |  |                            |  |
| Barbara Teuffel von Gundersdorf                                                       |                                                 | Karl Teuffel, barone di Gundersdorf            |                                         |  |  |       |  |  |                                                                                |  |  |                            |  |
|                                                                                       |                                                 | Judith von Eitzing-Schrattenthal               | Oswald II von Eitzing-Schrattenthal     |  |  |       |  |  |                                                                                |  |  |                            |  |
|                                                                                       |                                                 | Judith von Eitzing-Schrattenthal               | Oswald II von Eitzing-Schrattenthal     |  |  |       |  |  |                                                                                |  |  |                            |  |
|                                                                                       |                                                 | Judith von Eitzing-Schrattenthal               | Barbara Pamffling                       |  |  |       |  |  |                                                                                |  |  |                            |  |
| Ludwig Andreas von Khevenhüller-Frankenburg                                           |                                                 | Judith von Eitzing-Schrattenthal               |                                         |  |  |       |  |  |                                                                                |  |  |                            |  |
|                                                                                       | Galeotto IV Montecuccoli, conte di Montecuccoli | Fabrizio I Montecuccoli, conte di Montecuccoli |                                         |  |  |       |  |  |                                                                                |  |  |                            |  |
|                                                                                       | Galeotto IV Montecuccoli, conte di Montecuccoli | Fabrizio I Montecuccoli, conte di Montecuccoli |                                         |  |  |       |  |  |                                                                                |  |  |                            |  |
|                                                                                       | Galeotto IV Montecuccoli, conte di Montecuccoli | Paola Stavili                                  |                                         |  |  |       |  |  |                                                                                |  |  |                            |  |
| Raimondo Montecuccoli                                                                 | Galeotto IV Montecuccoli, conte di Montecuccoli |                                                |                                         |  |  |       |  |  |                                                                                |  |  |                            |  |
|                                                                                       |                                                 | Anna Bigi                                      | Antonio Mario Bigi                      |  |  |       |  |  |                                                                                |  |  |                            |  |
|                                                                                       |                                                 | Anna Bigi                                      | Antonio Mario Bigi                      |  |  |       |  |  |                                                                                |  |  |                            |  |
|                                                                                       |                                                 | Anna Bigi                                      | Lucrezia Pigni                          |  |  |       |  |  |                                                                                |  |  |                            |  |
| Ernestine Montecuccoli                                                                |                                                 | Anna Bigi                                      |                                         |  |  |       |  |  |                                                                                |  |  |                            |  |
|                                                                                       |                                                 | Maximilian von Dietrichstein--Nikolsburg       | Sigmund von Dietrichstein-Hollenburg    |  |  |       |  |  |                                                                                |  |  |                            |  |
|                                                                                       |                                                 | Maximilian von Dietrichstein--Nikolsburg       | Sigmund von Dietrichstein-Hollenburg    |  |  |       |  |  |                                                                                |  |  |                            |  |
|                                                                                       |                                                 | Maximilian von Dietrichstein--Nikolsburg       | Johanna von der Leiter                  |  |  |       |  |  |                                                                                |  |  |                            |  |
| Margarethe von Dietrichstein-Nikolsburg                                               |                                                 | Maximilian von Dietrichstein--Nikolsburg       |                                         |  |  |       |  |  |                                                                                |  |  |                            |  |
|                                                                                       |                                                 | Anna Maria del Liechtenstein                   | Carlo I del Liechtenstein               |  |  |       |  |  |                                                                                |  |  |                            |  |
|                                                                                       |                                                 | Anna Maria del Liechtenstein                   | Carlo I del Liechtenstein               |  |  |       |  |  |                                                                                |  |  |                            |  |
|                                                                                       |                                                 | Anna Maria del Liechtenstein                   | Anna Marie von Boskovice und Černá Hora |  |  |       |  |  |                                                                                |  |  |                            |  |
|                                                                                       |                                                 | Anna Maria del Liechtenstein                   |                                         |  |  |       |  |  |                                                                                |  |  |                            |  |